# Don Juan oder Die Liebe zur Geometrie
Don Juan oder Die Liebe zur Geometrie, laut Untertitel eine Komödie in fünf Akten, ist ein Theaterstück des Schweizer Schriftstellers Max Frisch. In einer Parodie des Don Juan-Stoffs liebt Frischs Protagonist die Klarheit der Geometrie anstelle der Frauen. Zwar lässt er wie sein Vorbild verführte Frauen und ermordete Männer auf seinem Weg zurück, doch ist seine Triebfeder die Suche nach Wahrheit und das Misstrauen gegenüber allen Bindungen. Die Höllenfahrt des Don Juan erweist sich am Ende als Theaterinszenierung, um dem eigenen Mythos zu entkommen.
Frisch schrieb seine Don-Juan-Version im Winter und Frühjahr 1952 auf einer Amerikareise. Am 5. Mai 1953 wurde das Stück sowohl im Schauspielhaus Zürich als auch am Schiller-Theater in Berlin uraufgeführt, im selben Jahr kam die Erstausgabe in den Buchhandel. Nach einer kritischen Aufnahme vor allem in seinem Heimatland, der Schweiz, überarbeitete Frisch das Werk 1961 vollständig. Die Neufassung erschien im Folgejahr als Buchausgabe und wurde am 12. September 1962 am Deutschen Schauspielhaus in Hamburg erstaufgeführt. Sie erreichte ein freundlicheres Echo und wurde nach den Erfolgsstücken Biedermann und die Brandstifter und Andorra zum dritt erfolgreichsten Drama Max Frischs mit über 1000 Aufführungen an deutschsprachigen Bühnen.

## Inhalt

### Erster Akt
Es ist Nacht in Sevilla, die Ankunft Don Juans wird erwartet, der am nächsten Tag Donna Anna, die Tochter des Komturs Don Gonzalo heiraten soll. Sie wurde ihm versprochen für seinen Triumph im Feldzug gegen die Mauren, der allerdings entgegen den sich bildenden Mythen nicht auf Heldentaten, sondern auf geometrischen Berechnungen beruhte. Don Juans Vater, der Bankier Tenorio, klagt, dass sein Sohn sich nichts aus Frauen mache. Er ziehe die Klarheit der Geometrie vor und spiele sogar im Bordell lieber Schach.
Zum Brauch gehört, dass in der Nacht vor der Hochzeit der ganze Hofstaat Masken trägt, in deren Schutz es zu erotischen Eskapaden kommt. Insbesondere Donna Elvira, die Mutter der Braut, aber auch Pater Diego tun sich dabei hervor. Die Hure Miranda, die sich bei Don Juans Bordellbesuch in diesen verliebte, glaubt ihn hinter der Maske seines Freundes Don Roderigo zu erkennen. Don Juan, der heimlich längst zurückgekehrt ist, will vor der Hochzeit fliehen und entschwindet im Park. Auch Donna Anna, von der bevorstehenden Hochzeit so angespannt, dass sie beim Pfauenschrei in Panik gerät, flüchtet in ebendiesen Park.
In einem Intermezzo gesteht Miranda ihrer Kupplerin Celestina, dass sie sich verliebt hat. Diese ist entsetzt und verkündet, eine Frau verkaufe zwar ihren Körper aber niemals ihre Seele. Sie weist Miranda, die sie für ein Freudenhaus nicht mehr tragbar hält, die Tür und sieht als deren einzige Perspektive fortan die Heirat.

### Zweiter Akt
Bei der Hochzeit erkennt Don Juan in Donna Anna die Frau wieder, die er letzte Nacht im Park getroffen und in der Begegnung zweier Unbekannter lieben gelernt hat. Doch gerade diese spontane Liebe will er nun nicht in den Konventionen einer Ehe erstarren lassen, das eheliche Treueversprechen erscheint ihm gegenüber der flüchtigen erotischen Begegnung im Park als Heuchelei. Don Juan verweigert sein Ja-Wort.
Don Gonzalo, der Brautvater, nennt Don Juan einen Verführer und fordert ihn zum Duell, das dieser jedoch ausschlägt und flieht. Tenorio nimmt der Bruch der Konventionen durch seinen Sohn derart mit, dass er einen Herzanfall erleidet. Im zweiten Intermezzo verkleidet Celestina Miranda als Braut für ihren geliebten Don Juan.

### Dritter Akt
Don Juan berichtet seinem Freund Don Roderigo die Geschehnisse nach der geplatzten Hochzeit. Er verbrachte die Nacht bei Donna Elvira, später bei Donna Inez, der Braut seines Freundes. Nicht erotisches Verlangen trieb ihn, sondern die Neugierde und Suche nach Erkenntnis. Mit der Wahrheit über den Seitensprung von dessen Braut stellt er nun auch seinen Freund auf die Probe. Dieser will sich umbringen, falls sich Don Juans Aussagen bestätigen.
Eine Gestalt im Brautschleier erscheint, die Don Juan für Donna Anna hält. Da er den Glauben an die Liebe in der vorigen Nacht verloren hat, will er sie wegschicken. Doch die Gestalt liebt ihn trotz aller Geständnisse, mit denen er sich bemüht, sie zu brüskieren. Don Gonzalo findet Don Juan und fordert ihn erneut zum Duell. Er überbringt die Nachricht, dass sich Don Roderigo umgebracht hat, auch Don Juans Vater ist gestorben. Don Juan kann dem Duell nicht länger ausweichen und tötet Don Gonzalo. Daraufhin trägt der Pater Donna Anna herbei, die sich nach vergeblichem Warten auf Don Juans Rückkehr ertränkte. Dieser steht zwischen einer toten und einer lebenden Braut. Erst als letztere ihren Schleier lüftet, erkennt er in ihr Miranda. Beim Blick auf die tote Donna Anna bekennt Don Juan, dass ihn nun nichts mehr schrecke. Er fordert den Himmel in einem Wettstreit heraus, wer den anderen zum Gespött machen werde.

### Vierter Akt
Zwölf Jahre sind vergangen. Für Don Gonzalo, den ermordeten Komtur, wurde ein Denkmal errichtet, auf dessen Sockel eingraviert steht: „Der Himmel zerschmettere den Frevler“. Doch niemand hat in all der Zeit Don Juan zerschmettert, seine zahlreichen Frevel blieben ungesühnt. Er ist zum Mythos geworden. Doch ist er seines legendären Rufs ebenso überdrüssig wie seines Erfolgs bei den Frauen und der Langeweile seines Lebens. Er bereut, sein Leben mit der Herausforderung des Himmels vertan zu haben. Um seiner Rolle zu entfliehen, inszeniert er seine eigene Höllenfahrt als Theaterspektakel für die Massen. Der Bischof von Cordoba und dreizehn verflossene Liebschaften sind als Gäste geladen, Celestina ist angeheuert, die Rolle des steinernen Gasts zu übernehmen.
Miranda, inzwischen die verwitwete Herzogin von Ronda, liebt Don Juan noch immer. Sie bietet ihm eine Zuflucht auf ihrem Schloss an. Doch Don Juan sucht einen Handel mit der Kirche. Als Gegenleistung für seinen vorgeblichen Tod, den er zum Beweis einer himmlischen Gerechtigkeit als Höllenfahrt inszenieren will, verlangt er die Aufnahme in ein Kloster, um dort in Abgeschiedenheit seine geometrischen Studien fortsetzen zu können. Allerdings steckt hinter der Maske des Bischofs bloß ein betrogener Ehemann. Dieser entlarvt den geplanten Schwindel vor den Gästen, doch die Macht der Bilder ist stärker. Don Juans mit viel Theatergetöse inszenierte Höllenfahrt besiegt alle Zweifel, sein vermeintlicher Tod wird zur Legende. Im letzten Intermezzo erfährt Celestina, dass ihr als Eingeweihter niemand die Wahrheit über den Schwindel glauben will.

### Fünfter Akt
Im Schloss der Herzogin von Ronda plaudert Don Juan mit dem ehemaligen Pater Diego, der jetzt Bischof von Cordoba geworden ist. Er ist resigniert, fühlt sich eingesperrt in der Ehe mit Miranda, doch ihm bleiben nur die Alternativen: in ihrem Schloss wie ein Gefangener zu leben oder wieder in die Öffentlichkeit zu treten und die Legende des Don Juans fortzuführen. Diese Legende ist inzwischen Allgemeingut geworden und wird sogar auf der Bühne gespielt. Die Wahrheit eines Don Juans, der unter dem Pantoffel steht, sei dagegen keinem Publikum zuzumuten. Am Ende verkündet Miranda Don Juan beim Essen, dass er Vater wird. Dieser wünscht „Mahlzeit.“

## Don Juans Rolle
Don Juan ist nicht mehr der unbekümmerte Verführer der literarischen Vorlagen, er interessiert sich zunächst nicht für Frauen. Er misstraut sich und seinen Gefühlen und sucht grüblerisch nach Wahrheit und Unabänderlichkeit in den geometrischen Formen.
Max Frischs Don Juan bedient im Verlauf der Handlung der typischen Posen eines Verführers, auch auf seinem Weg bleiben ermordete Ehemänner und Väter und Frauen mit gebrochenen Herzen zurück. Aber nicht weil er maßlos in irdischen Genüssen schwelgt, sondern weil er die Bindungskräfte der Gefühle als episodisch ansieht. Er glaubt, ohne jede Liebe, ohne näheren Kontakt zu Menschen glücklich werden zu können.
Die abschließende ironische Wendung des Stücks besteht darin, dass Don Juan zwar nicht zur Hölle fährt, wohl aber in der Stadt schon Theaterstücke seinen Untergang in dieser Form darstellen. Er selbst sieht missmutig der bürgerlichen Durchschnittlichkeit und Vaterfreuden an der Seite der hartnäckigsten seiner Verehrerinnen entgegen.
In seinem Nachwort zum Text fasst Max Frisch zusammen: „Don Juan ist ein Intellektueller, wenn auch von gutem Wuchs und ohne alles Brillenhafte. Was ihn unwiderstehlich macht für die Damen von Sevilla, ist durchaus seine Geistigkeit, sein Anspruch auf eine männliche Geistigkeit, die ein Affront ist, indem sie ganz andere Ziele kennt als die Frau und die Frau von vornherein als Episode einsetzt - mit dem bekannten Ergebnis freilich, daß die Episode schließlich sein ganzes Leben verschlingt.“

## Entstehungsgeschichte

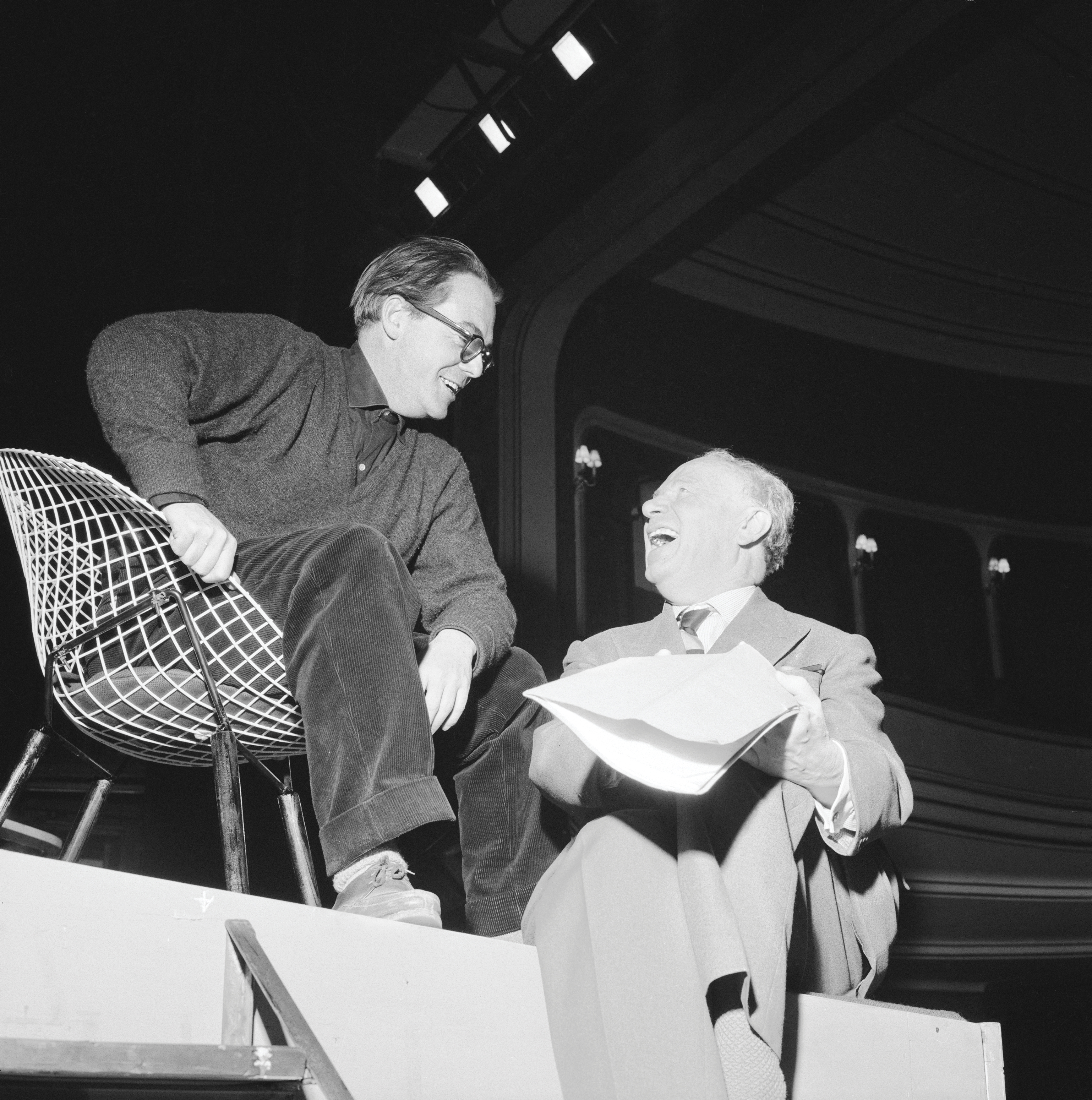
Max Frisch und Oskar Wälterlin bei Proben zu Biedermann und die Brandstifter 1958

Ein Stipendium der Rockefeller-Stiftung ermöglichte Frisch ab dem April 1951 einen einjährigen Amerikaaufenthalt, der sich für sein weiteres Werk, insbesondere die Romane Stiller und Homo faber, als prägend erwies. Frisch bereiste New York, Chicago, San Francisco, Los Angeles und Mexiko und hatte die Arbeit an einem Roman unter dem Titel Was macht ihr mit der Liebe? geplant, einer frühen Vorstufe zu Stiller. Als die Arbeit am Roman stockte, verfasste Frisch, der „dem Rockefeller gegenüber ein schlechtes Gewissen hatte“, stattdessen im Winter und Frühjahr 1952 die Komödie Don Juan oder Die Liebe zur Geometrie.
Nach eigenen Angaben schrieb Max Frisch sein Don-Juan-Stück „ohne einen einzigen Vorgänger zu kennen. Die Figur des Don Juan war mir aus allgemeinem Wissen bekannt. Sogar Mozarts Oper hörte ich erst später. Und auch die literarischen Vorbilder, den Don Juan des Tirso de Molina, des Molière las ich erst nachher“, nämlich laut Walter Schmitz im Sommer 1952. Tatsächlich waren Frisch aber durchaus die Don-Juan-Adaptionen von José Zorrilla y Moral (Don Juan Tenorio), Christian Dietrich Grabbe (Don Juan und Faust) und George Bernard Shaw (Man and superman) bekannt. Bereits 1948 hatte ihn Bertolt Brecht auf das Drama La Celestina von Fernando de Rojas aufmerksam gemacht, mit der Bitte das Stück „einzurichten für die Giehse“.
Der Don-Juan-Stoff hatte Frisch schon in einer 1948 angefertigtem Skizze im Tagebuch 1946–1949 beschäftigt, sowie im Stück Die Chinesische Mauer von 1946, in dem Don Juan als eine der historischen Masken auftritt. Allerdings nimmt erst die zweite Fassung der Chinesischen Mauer von 1955 thematisch klaren Bezug zu Don Juan oder Die Liebe zur Geometrie, indem Don Juan nun beklagt, dass alle Welt ihn zu kennen meine und in Literatur umsetze, wogegen er sich nach jungfräulichem Erleben und einem Paradies ohne Literatur sehne. Zum weiteren Auslöser von Don Juan wurde eine Spanienreise, die Frisch im Text Spanien – Im ersten Eindruck festhielt, und auf die er im Nachwort zu Don Juan ausdrücklich verwies.
In einem Briefwechsel Max Frischs mit Peter Suhrkamp, beginnend ab dem 8. Juli, lassen sich die Arbeiten im zweiten Halbjahr 1952 am Drama detailliert verfolgen. Am 4. Februar 1953 war die endgültige Bühnenfassung abgeschlossen. Die Buchausgabe erschien im Frühjahr 1953. Nach dem Misserfolg seines vorigen Dramas Graf Öderland in der Schweizer Presse und der schnellen Absetzung am Zürcher Schauspielhaus ließ Frisch sein neues Stück zeitgleich in Berlin uraufführen, da er die erneute exklusive Premiere in Zürich als zu riskant einschätzte. Die Uraufführung fand am 5. Mai 1953 statt. Am Zürcher Schauspielhaus spielte Will Quadflieg den Don Juan unter der Regie von Oskar Wälterlin, das Bühnenbild stammte von Teo Otto. Im Berliner Schillertheater spielte Peter Mosbacher unter der Regie von Hans Schalla, das Bühnenbild schuf Helmut Koniarsky.
Im Rahmen einer Gesamtausgabe seiner Dramen überarbeitete Frisch Don Juan im Jahr 1961 noch einmal komplett „als letzten der Kegel, die ich nochmals aufstellen will, was eigentlich gegen die Spielregel ist“. Laut Walter Schmitz strich Frisch das Intermezzo vor dem dritten Akt und entfernte vor allem jene Passagen, die dem Publikum Folgerungen über die Handlung nahelegten, um es in seiner Aufnahme offener zu halten. Zudem entfielen zahlreiche satirische und zeitbezogene Anspielungen sowie direkte Ansprachen an das Publikum. Die geänderte Fassung erschien 1962 im zweiten Band der Sammlung Stücke und am 7. Mai 1963 erstmals einzeln in der edition suhrkamp. Sie wurde am 12. September 1962 im Deutschen Schauspielhaus in Hamburg unter der Regie von Ulrich Erfurth erstmals aufgeführt. Den Don Juan spielte Ullrich Haupt.

## Rezeption

### Uraufführung
Die Reaktionen auf die Uraufführung waren gespalten. So versagte Traugott Vogels „Bereitschaft zur kritischen Betrachtung“ angesichts eines Helden, der „von uns weder als tragischer noch als tragikomischer Held ernst genommen werden kann. […] Man bedauert seinen sittlich-unsittlichen Fall und wünscht ihm und seinesgleichen einen tüchtigen FMH-Hausarzt“. Wilhelm Zimmermann sah gar eine „Demontagearbeit an den ethischen, gesellschaftlichen und religiösen Grundpfeilern“ und einen „Ausverkauf geistiger Standorte auf dem Gebiete des schweizerischen Theaters“. Frisch habe „nun alle Brücken hinter sich abgebrochen und ist ins Ödland gewichen, ins Niemandsland völliger Unsicherheit und geistiger Heimatlosigkeit“, so dass dem Rezensenten nur „Betretenheit über einen so hoffnungsvoll angetretenen Dichter“ blieb. Dagegen beschrieb Rudolf Jakob Humm: „Das Stück ist vorzüglich, geistreich und geistvoll. Und es ist wahr! […] Das Stück ist eine großartige Persiflage einer ganzen Epoche.“
Frischs Komödie wurde in der Schweiz heftig diskutiert. Felix Stössinger sah im Premierenpublikum „ein Drittel der Zuschauer völlig gegen das Stück, ein Drittel höchst begeistert für das Stück und ein Drittel unsicher im Urteil“. In den eingefangenen Rückmeldungen beschrieb ein Student „zuviel Zynismus und Perfidie und überhaupt keinen Humor“, die Religion werde „urgeschmacklos und unerträglich“ behandelt. Eine Sekretärin empfand die Komödie als „ungemein geistreich geschrieben. Das Sprühende der Einfälle und die poetischen Bilder faszinieren“, doch die Don-Juan-Figur entspringe „nicht aus einem gesunden Denken heraus“. „Windbäckerei“ titulierte ein Verleger die „Farce“, die nicht ernst genommen werden dürfe. Ein Direktor fand „witzig und geistvoll“, wie Frisch „in den Ameisenhaufen von Ehe- und Liebesproblemen hineingestochen hat“, während ein Dichter den „Ausverkauf aller höheren Werte“ beklagte, und ein Politiker bestimmte: „Der Nihilismus als solcher schließt die Kunst schon aus.“ In einer von Friedrich Dürrenmatt an der Seite Frischs bestrittenen Diskussionsrunde wurden Einwände gegen eine „Verfälschung des Mythos“, einen „Mangel an Achtung für die Würde der Frau“ und die gestörte Geometrie durch „nicht wenigstens eine positive Liebesbeziehung“ laut. Paula Rüf beschrieb schließlich die vielfache Gleichsetzung Frischs mit seinem Protagonisten: „zu Recht oder Unrecht, bringt es der Zuschauer nicht fertig, im Stück Don Juan von seinem Autor zu trennen.“
Wesentlich positiver waren die Reaktionen außerhalb der Schweiz auf die Premiere des Stücks in Zürich. Für Hans Elsner war es „ein großer Abend im Zürcher Schauspielhaus“, „begeisterter Applaus überschüttete den Autor zum Schluß“. Walter Fabian beschrieb ein Stück, „das allen Vergnügen bereiten wird, die Freude haben am funkelnden Gedanken und am funkelnden Wort“, und in dem sich der Autor als „faszinierender Theaterdichter von bedeutendem Können“ erweise. Erich Franzen sah eine „echt schweizerische Mischung von französischem Esprit und deutscher Reflexion […], fesselnd durch die theaterwirksame Gestaltung der tragikomischen Grundidee“.
An den Inszenierungen in Deutschland – gleichermaßen bei der Berliner Premiere wie den Folgeaufführungen in derselben Saison – wurden zumeist Besetzungs- und Regieschwächen moniert. Religiös motivierte Proteste, in München von der Münchner Kirchenzeitung angefacht und der CSU aufgegriffenen, in Darmstadt vom Katholischen Frauenbund inszeniert, fanden keinen großen Widerhall und blieben laut Reinhold Viehoff ein „abseitiges Skandälchen“. Der Spiegel urteilte in einer Titelgeschichte über Frischs aktuelles Stück: „Es hat Schwächen im Aufbau, und es ist auch nicht ganz klar in der Absicht. Nicht jeder, der es sieht, bemerkt, daß es das Stück eines Moralisten ist.“ Für Erich Kuby war es „ein zu amüsantes Stück über ein zu großes Thema“, in dem „was gut gesagt ist und in einem Essay auch für klug gehalten würde, von der Bühne herunter als bloßer Gag ankommt.“ Paul Hühnerfeld urteilte: „Frisch stellt die Welt von damals auf den Kopf; und kann deshalb Don Juan selbst so gut wie unverändert lassen […], womit das Theater um blendende Pointen reicher, die künftigen Autoren aber eigentlich um die letzte Möglichkeit einer neuen Don Juan Gestaltung gebracht worden sind.“

### Spätere Aufnahme
Die Reaktionen auf die überarbeitete Fassung 1962 waren deutlich positiver. Frisch, inzwischen ein vielfach ausgezeichneter und erfolgreicher Schriftsteller, wurde beinahe einhellig gelobt. Allerdings wurde zur Erstaufführung die Inszenierung des Deutschen Schauspielhauses kritisch gegen die Qualität des Stückes gesetzt. Für Willy Haas war die Komödie „ausgedacht wie von Kierkegaard: das Feinste vom Feinen. Und ausgeführt – so schien uns – wie vom Possenschreiber Kotzebue. Rein nichts von dem geistreichen Motiv kam über die Rampe.“ Walter M. Herrmann hätte „sehr gern eine vollkommene Aufführung dieses geistreich philosophierenden, in sehr achtbare Poesie gekleideten […] Stücks gesehen.“
Als eine solche gelungene Inszenierung wurde überwiegend die Wiederaufführung am Zürcher Schauspielhaus angesehen, die am 31. Mai 1964 unter der Regie von Kurt Hirschfeld stattfand. Laut Reinhold Viehoff vermochte sie Frischs Don Juan in seiner Heimatstadt zu rehabilitieren, obwohl den Schweizer Rezensenten noch immer die alten Vorbehalte gegen das Stück anzumerken waren. Für Traugott Vogel war „die Reprise von Frischs Komödie, die vor mehr denn zehn Jahren hier eine umstrittene Uraufführung erlebt hat, sehr zu begrüßen. Das Werk hat an Wirkungskraft eher gewonnen.“ Elisabeth Brock-Sulzer nannte Frischs Neufassung „ein wahrhaft elegantes Stück“. Es sei „klug gedacht, klug gebaut, es wirkt auch beim Lesen.“ Werner Wollenberger sprach zwar „dieser Komödie einmaligen Rang unter den Komödien dieser Tage“ zu, doch sie „lebt nicht so richtig“ und bliebe ihm „so fern und fremd“. Einzig die katholischen Neue Zürcher Nachrichten polemisierte gegen „Negationen“ und „Nihilistisches“ wie elf Jahre zuvor, dieses Mal in Person Edwin Maria Landaus: „Wir wollen mit Frisch nicht darüber rechten, daß die Kleriker in diesem Stück allenfalls Witzblattfiguren entsprechen; ihre geistige Armut entspricht in diesem Fall der ihres Autors.“
Seit der Ausstrahlung der Komödie als Fernsehspiel 1965 traten nach der Untersuchung Reinhold Viehoffs religiöse oder moralische Vorbehalte in den Rezensionen völlig in den Hintergrund. Sie wurden von einer rein ästhetisch orientierten Betrachtung abgelöst. Das Gelingen oder Misslingen einer Inszenierung machte sich häufig am Regisseur und seinem Hauptdarsteller fest, an die das Stück hohe Anforderungen stelle. Nach den beiden Erfolgsstücken Biedermann und die Brandstifter und Andorra entwickelte sich Don Juan oder Die Liebe zur Geometrie zum dritt erfolgreichsten Drama Max Frischs im deutschen Sprachraum. Es erreichte den Status eines festen Repertoire-Stücks mit bis zum Jahr 2002 über 50 Inszenierungen und über 1000 Aufführungen an deutschsprachigen Bühnen. Während die Aufführungszahlen in den 1980er Jahren stark rückläufig waren, stiegen sie seit den 1990er Jahren wieder an.

### Adaptionen
Frischs Don-Juan-Komödie wurde mehrfach als Hörspiel adaptiert. 1965 setzte Michael Kehlmann das Stück für den Bayerischen Rundfunk in einem gleichnamigen Fernsehspiel um. Die Hauptrollen übernahmen Helmut Lohner, Manfred Inger, Hertha Martin, Fritz Schulz und Theo Lingen. Das Fernsehspiel erhielt überwiegend sehr positive Kritiken. So schrieb die Westfälische Rundschau: „Selten hat sich der Rezensent mit solcher Freude ein Fernsehspiel angesehen wie die Michael-Kehlmann-Inszenierung von Don Juan oder Die Liebe zur Geometrie von Max Frisch. Es war ein Fest der Schauspielkunst.“ Im Januar 2001 wurde eine Vorführung des Theater in der Josefstadt für das Fernsehen aufgezeichnet. Unter der Regie von Thomas Birkmeir spielten Herbert Föttinger, Eugen Stark, Petra Morzé und Sandra Cervik. Der französische Komponist Ivan Semenoff setzte Frischs Drama als Oper um, die 1969 im Théâtre Gérard Philipe in Saint-Denis uraufgeführt wurde.

### Textausgaben
- Max Frisch: Don Juan oder Die Liebe zur Geometrie. Eine Komödie in fünf Akten. Suhrkamp, Frankfurt am Main 1953. (Erstausgabe)
- Max Frisch: Don Juan oder Die Liebe zur Geometrie. Komödie in fünf Akten. In: Stücke. Band 2. Suhrkamp, Frankfurt am Main 1962. (Erstausgabe der zweiten Fassung)
- Max Frisch: Don Juan oder Die Liebe zur Geometrie. Komödie in fünf Akten. Suhrkamp, Frankfurt am Main 1963 (mittlerweile 30. Auflage 2006), ISBN 3-518-10004-1.
- Max Frisch: Don Juan oder Die Liebe zur Geometrie. Komödie in fünf Akten. In: Gesammelte Werke in zeitlicher Folge. Dritter Band. Suhrkamp, Frankfurt am Main 1998, ISBN 3-518-06533-5, S. 95–167.

### Sekundärliteratur
- Manfred Durzak: Dürrenmatt, Frisch, Weiss. Deutsches Drama der Gegenwart zwischen Kritik und Utopie. Reclam, Stuttgart 1972, ISBN 3-15-010201-4, S. 196–207.
- Hiltrud Gnüg: Das Ende eines Mythos. Max Frischs „Don Juan oder Die Liebe zur Geometrie“. In: Walter Schmitz (Hrsg.): Max Frisch. Suhrkamp, Frankfurt am Main 1987, ISBN 3-518-38559-3, S. 160–173.
- Manfred Jurgensen: Max Frisch. Die Dramen. Francke, Bern 1976, ISBN 3-7720-1160-8, S. 38–47.
- Slavija Kabic: Das Don-Juan-Motiv bei Ödön von Horváth und Max Frisch. In: Ute Karlavaris-Bremer (Hrsg.): Geboren in Fiume. Löcker, Wien 2001, ISBN 3-85409-356-X, S. 121–138.
- Hellmuth Karasek: Max Frisch. Friedrichs Dramatiker des Welttheaters Band 17. Friedrich Verlag, Velber 1974, S. 57–66.
- Rolf Kieser und Doris Starr Guilloton: Faustische Elemente in Max Frischs „Don Juan oder die Liebe zur Geometrie“. In: Gerhard P. Knapp (Hrsg.): Max Frisch. Aspekte des Bühnenwerks. Peter Lang, Bern 1979, ISBN 3-261-03071-2, S. 255–273.
- Hans Jürg Lüthi: Max Frisch. „Du sollst dir kein Bildnis machen.“ Francke, München 1981, ISBN 3-7720-1700-2, S. 16–25.
- Walter Schmitz (Hrsg.): Frischs Don Juan. Suhrkamp, Frankfurt am Main 1985, ISBN 3-518-38546-1
- Walter Schmitz: Max Frisch: Das Werk (1931–1961). Studien zu Tradition und Traditionsverarbeitung. Peter Lang, Bern 1985, ISBN 3-261-05049-7, S. 228–243.
- Alexander Stephan: Max Frisch. C. H. Beck, München 1983, ISBN 3-406-09587-9, S. 54–58.